# Norra Ny-Nyskoga församling
Norra Ny-Nyskoga församling var en församling i Karlstads stift och i Torsby kommun i Värmlands län. Församlingen uppgick 2010 i Övre Älvdals församling.

## Administrativ historik
Församlingen bildades 2002 av Norra Ny församling och Nyskoga församling och ingick därefter i Övre Älvdals pastorat där även ingick Dalby och Södra och Norra Finsskogs församlingar. Församlingen uppgick 2010 i Övre Älvdals församling.

## Kyrkor
- Nyskoga kyrka
- Norra Ny kyrka